# Fritz Pleitgen
Fritz Pleitgen (21 de março de 1938 – 15 de setembro de 2022) foi um jornalista e escritor alemão.

## Vida
Pleitgen foi um jornalista de televisão alemão. Ele nasceu em Duisburg-Meiderich e trabalhou como diretor da emissora alemã WDR. Foi casado e tem quatro filhos. Um de seus filhos é o jornalista Frederik Pleitgen.

## Obras de Pleitgen
- Durch den wilden Kaukasus. 2000, ISBN 3596152747.
- junto com Wolf Biermann: Die Ausbürgerung. 2001, ISBN 3898340449.
- junto com Annette Dittert: Der stille Bug. Reise durch ein zerrissenes Land. 2004, ISBN 3548367399.
- Der Sport im Fernsehen. ISBN 3-934156-16-9 ISBN 3-934156-16-9.
- Väterchen Don 2008, ISBN 978-3-462-04046-3.

## Prêmios
- 1995: Prêmio de zombaria Saure Gurke por profissionais feministas da mídia
- 1999: „Närrisches Steckenpferd“ da associação de carnaval de Krefeld
- 1999: Prêmio Georg Schulhoff por treinamento profissional[2]
- 2003: Medalha Josef Neuberger concedida pela comunidade judaica de Düsseldorf
- 2004: Prêmio Cultura por Maçons Livres
- 2005: Medalha de Carlos Magno para a Mídia Européia
- 2006: Embaixador do Campeonato Mundial de Futebol INAS 2006 na Alemanha
- 2006: Doutorado honorário da Universidade de Dortmund
- 2007: Kulturgroschen 2007 concedido pelo Conselho Cultural Alemão
- 2007: Ordem de Mérito da Renânia do Norte-Vestfália
- 2007: Medalha Willi Ostermann em ouro, maior honra do Carnaval de Colônia[3]
- 2009: Lote Goldenes concedido pela associação alemã de engenharia de topografia,[4]
- 2012: Ordem de Mérito da República Federal da Alemanha
- 2018: Prêmio vitalício de Sonnenklar.TV